# Tabanus arfaai
Tabanus arfaai är en tvåvingeart som beskrevs av Abbassian-lintzen 1966. Tabanus arfaai ingår i släktet Tabanus och familjen bromsar.
Artens utbredningsområde är Iran. Inga underarter finns listade i Catalogue of Life.